# Monocelis colpotriplicis
Monocelis colpotriplicis är en plattmaskart som beskrevs av Tajika 1982. Monocelis colpotriplicis ingår i släktet Monocelis och familjen Monocelididae. Inga underarter finns listade i Catalogue of Life.